# Каленський Віталій Михайлович
Віта́лій Миха́йлович Кале́нський (18 січня 1976 року, м. Коростень, Житомирська область — 28 квітня 2023 року, м. Авдіївка, Донецька область) — почесний громадянин міста Коростень, учасник АТО, доброволець, старший сержант Збройних Сил України, учасник російсько-української війни, кавалер ордена «За мужність» III ступеня (посмертно).

## Життєпис
Народився Каленський Віталій у 1976 році у місті Коростень. У 1993 році закінчив 4 загальноосвітню школу. Після школи одразу був призваний на строкову службу, яку проходив у 1994—1996 рр. Після звільнення з армії навчався у Немішаєвському аграрному технікумі за спеціальністю «Механізація сільського господарства».

### Робота
По закінченню технікуму влаштувався водієм на Коростенський кооперативний ринок. У 2008 році влаштувався на роботу в Коростенську податкову інспекцію, де працював до 2023 р на посаді старший інспектор. У 2020—2022 рр. Віталія відзначено грамотами Державної податкової служби.

### Служба
У 2014 р., у зв'язку з проведенням АТО на сході України призваний в армію. Брав участь у боях у складі 30 ОМБр в/ч 2731
У липні-серпні 2014 року брав участь у визволенні Степанівки у Донецькій області. У січні 2015 року допомагав захищати донецький аеропорт, знаходячись у н. п. Піски. Позиції українських сил у Пісках підтримували артилерією
захисників Донецького аеропорту. У лютому 2015 року брав участь у боях, що точилися у Дебальцевому.
Після звільнення з лав ЗСУ з 2015 по 2022 рр. обіймав посаду члена Ради ГО «Учасники АТО Коростенщини».
22 лютого 2022 р. о 6 годині ранку прибув до Коростенського військкомату для добровільної мобілізації. Протягом 2022 року у складі ЗСУ організовував захист м. Коростень та, зокрема, відповідав за безпеку блок постів. У лютому 2023 року був відправлений на схід, де брав участь у обороні Авдіївки у складі 110 ОМБР ім. Генерала Хоружного Марка Безручка.

## Загибель
28 квітня 2023 р загинув біля н.п. Авдіївка Покровського району від мінометних та артилерійських обстрілів.

## Нагороди
- Почесний громадянин міста Коростень (11 квітня 2024 року, посмертно)
- Орден «За мужність» III ступеня (2 лютого 2024 року, посмертно)
- Медаль за хоробрість в бою (2 травня 2023 року)
- Відзнака президента «За оборону України» (5 серпня 2022 року)
- Нагрудний знак «Знак пошани» (5 грудня 2018 року)
- Медаль За участь в антитерористичній операції — 2015 рік
- Медаль Учасник АТО — 2015 рік
- Медаль Ветеран Війни — 2015 рік